# Oreste Tofani
Oreste Tofani (Alatri, 13 maggio 1946 – Alatri, 26 febbraio 2017) è stato un sindacalista e politico italiano.
È stato a lungo presidente della commissione parlamentare d'inchiesta sugli infortuni sul lavoro, e sindacalista di riferimento della CISNAL-UGL.

## Biografia
Nato il 13 maggio 1946 ad Alatri, in provincia di Frosinone, laureatosi in storia, ha svolto l'attività di professore di storia e filosofia nella scuola superiore.
Esponente della destra sociale del Movimento Sociale Italiano (MSI) nella provincia di Frosinone, inizia da giovanissimo la militanza politica, divenendo il Responsabile provinciale della federazione giovanile del MSI.
Alle elezioni comunali nel Lazio del 1970 viene eletto consigliere comunale di Alatri, a soli 23 anni, tra le file del MSI, venendo riconfermato fino al 1998.
Durante gli anni '80 si consacra definitivamente all'interno del MSI, diventando uno dei tre pilastri del partito nel Frosinone assieme a Romano Misserville e Bruno Magliocchetti.
Alle elezioni amministrative del 1985 viene eletto consigliere provinciale di Frosinone per il MSI. Nello stesso anno viene candidato alle elezioni regionali nel Lazio dall'MSI, venendo eletto nel consiglio regionale del Lazio.
Nel 1990 viene riconfermato sia consigliere provinciale di Frosinone che consigliere regionale del Lazio.
Alle elezioni politiche del 1994 viene candidato alla Camera dei deputati per Alleanza Nazionale, ed eletto deputato. Nel corso della XII legislatura è stato componente della 11ª Commissione Lavoro pubblico e privato, della 5ª Commissione Bilancio, tesoro e programmazione, vicepresidente della Commissione speciale per le politiche comunitarie.
Nel 1995 aderisce alla svolta di Fiuggi di Gianfranco Fini da MSI ad Alleanza Nazionale (AN).
Alle politiche del 1996 si ricandida come deputato nel collegio di Cassino, ma ottiene il 42,4% dei voti e viene sconfitto dal rappresentante dell'Ulivo in quota Rinnovamento Italiano Lucio Testa.
Alle elezioni politiche del 2001 viene eletto al Senato della Repubblica per Alleanza Nazionale. Vice capogruppo vicario di AN al Senato è membro della Commissione permanente Lavoro e previdenza sociale, della Commissione Politiche dell'Unione Europea, presidente della Commissione Contenzioso del Senato della Repubblica, presidente della Commissione Parlamentare d'inchiesta sugli infortuni sul lavoro.
Alle elezioni politiche del 2006 viene ricandidato al Senato, tra le liste di AN, venendo confermato senatore. Nella XV legislatura della Repubblica è stato vice-capogruppo vicario.
Alle elezioni politiche del 2008 viene ricandidato al Senato, tra le liste del Popolo della Libertà (lista elettorale dove AN confluisce), venendo riconfermato senatore.
Muore la sera del 26 febbraio 2017 presso la sua casa ad Alatri, all'età di 70 anni, dopo una lunga malattia.

## Altri incarichi
Dal 1990 ricopre la carica di segretario confederale CISNAL-UGL.
Dal 1991 al 1996 è stato responsabile delle relazioni internazionali della CISNAL.
Dal 1996 al 1999 è stato presidente dell'Ente Nazionale per l'Orientamento e la Formazione.
Dal 1999 al 2001 ha ricoperto l'incarico di membro del Consiglio Nazionale dell'Economia e del Lavoro.
Nel 2004 è stato nominato coordinatore delle relazioni istituzionali del Ministero delle comunicazioni sotto Maurizio Gasparri.

## Onorificenze
Nel 2005 è stato nominato "Personaggio Illustre della Città" dal presidente del Consiglio comunale di Mar del Plata (Argentina), è stato insignito della qualifica di "Profesor Extraordinario Visitante" dell'Università FASTA di Mar del Plata (Argentina).